# Patrick de Rousiers
Patrick de Rousiers, nascido no dia 11 de Maio de 1955 em Dijon, França, é um general reformado da Força Aérea Francesa. O seu último cargo consistiu na função de Presidente do Comité Militar da União Europeia, assumindo essa posição de 6 de novembro de 2012 até 5 de novembro de 2015.
O general de Rousiers é um piloto de caças que tem registado mais de 3000 horas de voo, das quais 2600 delas em aviões a jacto. Ele participou de 76 missões de combate.